# Quatuor Schuppanzigh

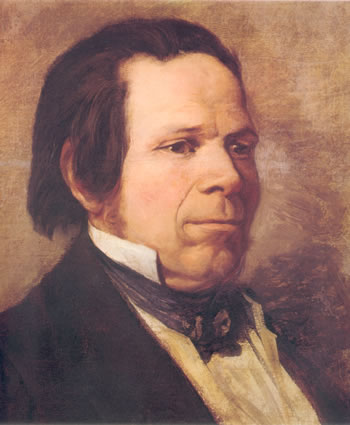
Le violoniste Ignaz Schuppanzigh

Le Quatuor Schuppanzigh était un quatuor à cordes formé à Vienne dans les années 1790 par le violoniste Ignaz Schuppanzigh. Il a opéré, avec des interruptions et des changements de membres, pendant de nombreuses années. Schuppanzigh était un ami proche et un admirateur de Ludwig van Beethoven, et le quatuor a créé de nombreux quatuors à cordes de Beethoven.

## Origines

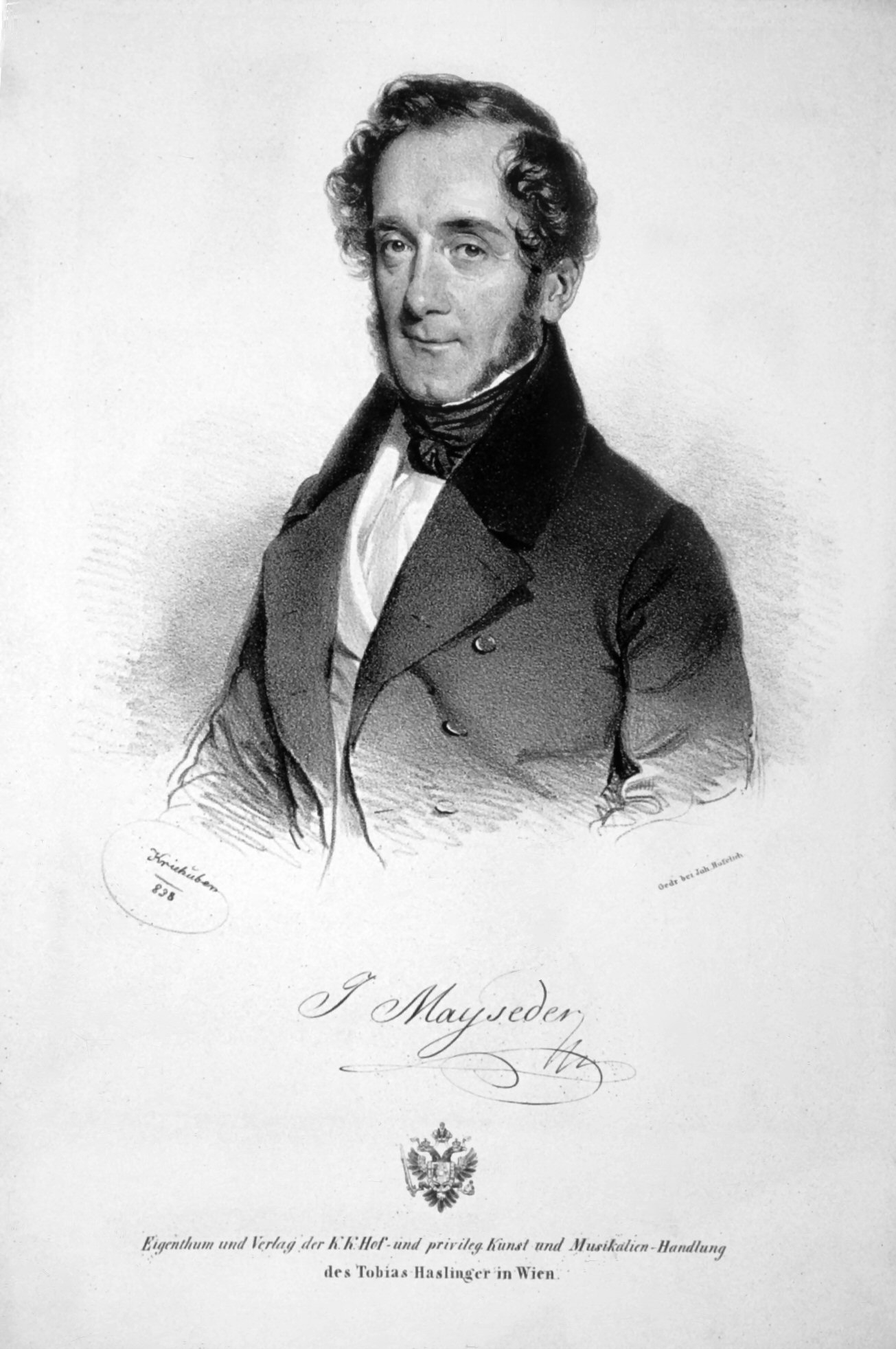
Joseph Mayseder (Lithographie de Josef Kriehuber, 1838). Deuxième violon.

Ignaz Schuppanzigh avait d'abord constitué informellement un quatuor à cordes pour le prince Lichnowsky en 1795. Ses membres ont varié; les joueurs les plus réguliers, tous âgés de moins de 20 ans, étaient Louis Sina au second violon, Franz Weiss à l'alto et Nikolaus Kraft au violoncelle. Le premier groupe de quatuors à cordes de Beethoven, op. 18, achevés en 1800, ont été interprétés pour la première fois par le quatuor de Schuppanzigh.
En 1805, Schuppanzigh a formé son propre quatuor ; les autres musiciens étaient Joseph Mayseder (deuxième violon), Anton Schreiber (alto) et Antonín Kraft, le père de Nikolaus Kraft (violoncelle). Leurs premiers concerts ont eu lieu au Heiligenkreutzerhof, une maison privée ; plus tard au restaurant Römischer Kaiser,.

## Quatuor du comte Razumovsky
En 1808, le comte Andreï Razoumovski, qui était un musicien amateur et aimait réunir des musiciens dans son palais pour jouer de la musique de chambre, chargea Schuppanzigh de constituer un nouveau quatuor à cordes qui serait « le meilleur du monde ». Il s'agissait d'un ensemble permanent, les membres recevant des contrats à vie, devenant le premier quatuor à codes professionnel. Louis Sina jouait le second violon, Franz Weiss jouait de l'alto et Joseph Linke jouait du violoncelle,,.

En décembre 1808, Johann Friedrich Reichardt, compositeur et critique musical, assiste à l'un des concerts de Razumovsky. Il écrit:
Ce quatuor était dans l'ensemble très bien constitué.. Herr Schuppanzigh a une façon de jouer assez piquante qui convient parfaitement aux quatuors humoristiques de Haydn, Mozart et Beethoven. . . Il exécute avec clarté, quoique pas toujours d'une netteté absolue, les passages difficiles, que les virtuoses locaux semblent éviter complètement. Il accentue également très correctement et de manière significative. Son cantabile est souvent vraiment chantant et émouvant. Il dirige également avec talent et dans l'esprit du compositeur ses collègues adéquatement choisis.

Le quatuor va jouer régulièrement pendant huit ans, en interprétant pour la première fois de nombreux quatuors de Beethoven. Le lien entre le quatuor Schuppanzigh et Beethoven était amical et profond, bénéficiant de l'amitié personnelle entre Schuppanzigh et Beethoven d'une part, et entre Razumovsky et ce dernier d'autre part. Un contemporain décrit le lien du quatuor avec Beethoven : 

« Beethoven était, pour ainsi dire, comme un coq en pâte dans l'établissement princier. Tout ce qu'il composait était répété tout chaud sorti du four et exécuté au millimètre près, selon ses idées, exactement comme il le voulait et non autrement. Le quatuor montrait un intérêt affectueux, une obéissance et une dévotion tels qu'ils ne pouvaient provenir que d'admirateurs fervents de son génie débridé, et dotés d'une compréhension des intentions les plus secrètes du compositeur et de sa tournure d'esprit. »

## Dernières années

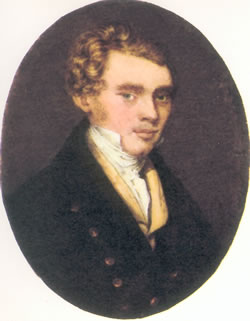
Karl Holz. Deuxième violon.

Le soir du Nouvel An 1815, le palais de Razumovsky brûle et le quatuor de Schuppanzigh est dissous. Schuppanzigh quitte Vienne et s'installe pendant plusieurs années à Saint-Pétersbourg tout en faisant des tournées de concerts en Pologne et en Prusse. Il revient en 1823 et reforme son quatuor à cordes ; Karl Holz joue alors le deuxième violon, et les autres membres sont comme avant. Ils donnent des concerts ouverts au public sur abonnement ; les concerts de musique pour quatuor à cordes étaient rares à cette époque,,,.
En 1824, Beethoven, qui n'avait pas écrit de quatuor à cordes depuis son op. 95 n°11 en 1810, compose son Quatuor à cordes op. 127 n°12, sur commande de l' aristocrate russe Nikolaï Borissovitch Galitsyne (1794-1866). L'année suivante, le quatuor de Schuppanzigh donne la première exécution de cette œuvre ; Beethoven n'était pas satisfait de la performance, mais le quatuor a ensuite interprété avec satisfaction les deux autres quatuors à cordes commandés par Galitzine : le Treizième et le Quinzième. Ils ont également créé du Quatuor en la mineur de Schubert (D. 804),,,.

## Après Schuppanzigh
Après la mort précoce de Schuppanzigh en 1830, le violoniste et compositeur Leopold Jansa reforme un quatuor à cordes : il comprend Karl Holz et Joseph Linke. Il a joué, avec des pauses et des changements dans sa composition, jusqu'en 1849, lorsque Jansa a déménagé à Londres ; le quatuor était alors dirigé par Joseph Hellmesberger et s'appelait le Quatuor Hellmesberger. Joseph Mayseder, membre du quatuor de Schuppanzigh dans ses premières années, forma son propre quatuor en 1817, qui se produisit jusqu'en 1860,.